# موك موريس
موك موريس هو عمل موسيقي من قبل بيرسي غراينجر. كتب غراينجر إصدارات للأوركسترا والبيانو المنفرد. تم تأليف العمل في عام 1910، وقد قدم للمرة الأولى في حفل ضمن قاعة الملكة في قصر لانغهام في لندن في عام 1912.

## وصلات خارجية
- "Mock Morris" notes from The International Percy Grainger Society website